# Joan Beringer
Joan Beringer (Sélestat, 11 novembre 2006) è un cestista francese con cittadinanza beninese, professionista nella NBA con i Minnesota Timberwolves.

## Biografia
Beringer ha iniziato a giocare a basket soltanto nel 2021, dopo aver avuto problemi nel reperire scarpe da calcio, sport praticato fino a quel momento, a causa della sua altezza.

## Carriera

### Cedevita Olimpija
Cresciuto nel settore giovanile dello Strasburgo, Beringer si è trasferito a Lubiana nell'estate del 2024 per unirsi al Cedevita Olimpija. Inizialmente avrebbe dovuto giocare nella formazione delle riserve ma, dopo avere ben impressionato, è stato promosso in prima squadra. Nel novembre 2024 ha firmato un contratto quadriennale con il Cedevita. In quella stagione ha trovato stabilmente spazio in campo, contribuendo alla vittoria del campionato sloveno e della Coppa di Slovenia e risultando il miglior stoppatore della ABA Liga.

### Minnesota Timberwolves
Beringer è stato selezionato nel corso del primo giro (17º assoluto) dagli Minnesota Timberwolves nel Draft NBA 2025. Il 7 luglio seguente ha firmato il suo primo contratto con la squadra.

## Statistiche

### Eurocup
| Anno      | Squadra           | PG | PT | MP   | TC%  | 3P% | TL%  | RP  | AP  | PRP | SP  | PP  |
| --------- | ----------------- | -- | -- | ---- | ---- | --- | ---- | --- | --- | --- | --- | --- |
| 2024-2025 | Cedevita Olimpija | 19 | 14 | 17,7 | 62,1 | -   | 53,3 | 5,3 | 0,2 | 0,4 | 1,1 | 4,6 |
| Carriera  | Carriera          | 19 | 14 | 17,7 | 62,1 | -   | 53,3 | 5,3 | 0,2 | 0,4 | 1,1 | 4,6 |

## Palmarès
- Campionato sloveno: 1

Cedevita Olimpija: 2024-2025
- Coppa di Slovenia: 1

Cedevita Olimpija: 2025